# 雀部昌之介
雀部 昌之介（ささべ まさのすけ、1887年12月4日 - 1977年4月30日）は、日本の経営者。兵庫県出身。

## 経歴
1907年に神戸商業学校を卒業し、同年3月に阪東調帯護謨(現在のバンドー化学)に入社。1937年1月に取締役に就任し、1952年12月には社長に就任。1962年5月に会長を経て、1970年6月には相談役に就任。
1956年に藍綬褒章を受章し、1965年に勲五等双光旭日章を受章。
1977年4月30日老衰のために死去。89歳没。